# 寶貝 (甜園合唱團歌曲)
《寶貝》（英語：Babe）是美国乡村音乐二人组甜園合唱團的一首歌曲，並客串美国創作歌手泰勒絲。歌曲由泰勒絲和追隨者合唱團成員派屈克·莫納漢共同創作，原計劃收錄於泰勒絲的第4張錄音室專輯《红》，但最終未收錄。2018年4月20日，歌曲由大機器唱片作為甜園合唱團的第6張錄音室專輯《重裝登場》的第2支單曲發行。2021年11月12日，由泰勒絲演唱的版本《寶貝 (重製版)》（英語：Babe (Taylor's Version)）隨《红 (重制版)》發佈。

## 背景
美國創作歌手泰勒絲在2011-2012年時，正在投入創作第四張專輯《紅色》。追隨者合唱團的主唱派屈克·莫納漢邀請泰勒絲一起共同創作及共同製作追隨者合唱團的下一張專輯，泰勒絲也邀請派屈克一起共同創作歌曲，泰勒絲打算把這首歌收錄在《紅色》中，結果還是沒有收入專輯中。
2017年，甜園合唱團決定在2018年復出，於是泰勒絲就打電話跟他們說：「我有創作一手我未釋出的歌，你們想嘗試看看嗎？」，而他們很興奮地答應，而泰勒絲與甜園合唱團的成員：克斯蒂安·布希及珍妮弗·奈特勒斯是好朋友。之後泰勒絲也擔任這首歌的客串歌手及和聲。

## 詞曲
這首歌由泰勒絲及派屈克·莫納漢共同創作，甜園合唱團的成員：克斯蒂安·布希、珍妮弗·奈特勒斯及美國音樂製作人朱利安·雷蒙共同製作，這是一首鄉村及流行歌曲。歌詞是在對前任情人喊話。整首歌的歌詞及曲調非常有泰勒絲的詞曲創作風格。

## 音樂錄影帶
歌曲的音樂錄影帶預告片於2018年鄉村音樂電視獎首播，並於6月6日上載至甜園合唱團的YouTube頻道。錄影帶於6月9日正式首播。錄影帶的概念由泰勒絲發想。

## 榜單
| 榜單（2018年）                         | 最高 排位 |
| -------------------------------------- | --------- |
| 加拿大（Canadian Hot 100）             | 94        |
| 加拿大（《告示牌》Canada Country）     | 16        |
| 紐西蘭（新西兰唱片音乐协会熱門搜尋榜） | 10        |
| 蘇格蘭（官方榜单公司單曲榜）           | 64        |
| 英國（官方榜单公司下載榜）             | 72        |
| 美国（《告示牌》百大單曲榜）           | 72        |
| 美國（《告示牌》Country Airplay）      | 18        |
| 美國（《告示牌》热门乡村歌曲榜）       | 8         |

## 發行歷史
| 地區     | 日期          | 形式         | 廠牌        | 來源   |
| -------- | ------------- | ------------ | ----------- | ------ |
| 多國     | 2018年4月20日 | 數位下載     | 大機器      | [ 13 ] |
| 美國     | 2018年4月20日 | 鄉村電台     | 大機器 环球 | [ 14 ] |
| 澳大利亞 | 2018年4月25日 | 當代流行電台 | 大機器 环球 | [ 15 ] |

## 外部連結
- YouTube上的歌曲官方音樂錄影帶